# Eyinmisan Haldin
Eyinmisan Edward Ogharanemeye "Misan" Haldin, conocido hasta 2012 con el apellido Nikagbatse (nacido el 07 de julio de 1982 en Berlín, Alemania) es un exjugador de baloncesto alemán. Con 1.93 de estatura, jugaba en la posición de base.

## Equipos
- 1998-2000  TuS Lichterfelde
- 2000-2001 ALBA Berlín
- 2001-2002 Olympiacos BC
- 2002-2003 Pallacanestro Udine
- 2003-2004 Mitteldeutscher BC
- 2004-2005 Roseto Basket
- 2005-2006 Pallacanestro Cantú
- 2006-2007 Sutor Montegranaro
- 2007-2008 Colonia 99ers
- 2008-2009 Pallacanestro Varese
- 2010–2011 DBV Charlottenburg
- 2011–2012 LTi Gießen 46ers